# Янніс Маніатіс
Янніс Маніатіс (грец. Γιάννης Μανιάτης, нар. 12 жовтня 1986, Лівадія) — грецький футболіст, правий захисник клубу «Атромітос» (Афіни).
Насамперед відомий виступами за клуби «Паніоніос», «Олімпіакос» (Пірей), а також національну збірну Греції.

## Клубна кар'єра
У дорослому футболі дебютував 2004 року виступами за команду клубу «Паніоніос», в якій провів сім сезонів, взявши участь у 164 матчах чемпіонату.  Більшість часу, проведеного у складі «Паніоніоса», був основним гравцем захисту команди.
До складу клубу «Олімпіакос» приєднався 2011 року. В сезоні 2010–11 став у складі пірейського клубу чемпіоном Греції.

## Виступи за збірні
Протягом 2006–2007 років  залучався до складу молодіжної збірної Греції. На молодіжному рівні зіграв у 14 офіційних матчах, забив 1 гол.
2010 року дебютував в офіційних матчах у складі національної збірної Греції. Наразі провів у формі головної команди країни 46 матчів, забив 1 гол.

## Титули і досягнення
- Чемпіон Греції (6):

«Олімпіакос»:  2010–11, 2011–12, 2012–13, 2013–14, 2014–15, 2015–16
- Володар Кубка Греції (3):

«Олімпіакос»:  2011–12, 2012–13, 2014–15
- Володар Кубка Бельгії (1):

«Стандард»:  2015–16